# Imraguens
Els imraguen (de l'amazic Imrāgen, sing. Amrig; ‘els que recol·lecten vida’ o ‘pescadors’) són un grup ètnic de pescadors d'origen amazic instal·lats al Sàhara Occidental (uns 23.000) i a l'actual Mauritània, entre Nouadhibou i Nouakchott, format per un nombre aproximat 800 persones que se situen la majoria a l'interior del Parc Nacional del Banc d'Arguin, Patrimoni Mundial de la Humanitat. En la dècada del 1970 s'estima que eren uns 5.000 individus.
Els imraguen ocupen aquest espai territorial des dels seus primers assentaments i les seves activitats se centren en l'explotació dels recursos primaris, sobretot, pesquers de la zona. Mantenen una col·laboració especial amb els dofins per obtenir les captures. Es creu que són descendents dels bafours i són musulmans sunnites de ritual malikita que parlen àrab hassania amb vocabulari de pesca de fortes influències amazigues.
Militarment febles, tradicionalment foren reduïts a la degradada casta dels znaga, governats per la força amb imposició de l'horma per les més poderoses tribus amazigues hàssan i Zàuiya com els Oulad Delim i Ouled Bou Sbaa. Les seves viles, anomenades iwik (nom donat a la planta de processament de peix maurità de Jean-Christophe Mitterrand), es troben a les platges de la zona de vegades submergible.